# Philippe Druillet
Philippe Druillet (Toulouse, 28 juni 1944) is een Franse stripauteur en kunstenaar.

## Carrière
Philippe Druillet bracht een deel van zijn jeugd door in Spanje. Terug in Frankrijk was hij eerst actief als fotograaf. In 1966 publiceerde hij zijn eerste stripalbum Le mystère des abîmes. Daarin heeft zijn bekendste personage van Lone Sloane al een rol. Als inspiratiebronnen van deze barokke science-fictionstrip haalde Druillet het werk van Van Vogt en Lovecraft aan. Daarna werkte hij een tijd als illustrator en als theateracteur. In 1969 tekende hij voor het stripblad Pilote de strip Les six voyages de Lone Sloane. Hij zette deze reeks, met innovatieve bladindeling en kleurgebruik, verder onder andere in het verhaal Délirius (1973) op scenario van Jacques Lob. Maar Druillet startte in 1973 ook de strip Vuzz in het blad Phénix in een meer schematische tekenstijl. In 1974 stond Druillet mee aan de wieg van het blad Métal hurlant. Nadat hij een tijd zijn strips in eigen beheer had uitgegeven, tekende Druillet in 1981 bij Dargaud. Hij maakte er het drieluik Salammbô en in 1988 P.A.V.E., een verzameling van zijn grafisch werk buiten de stripwereld. Druillet werkte in de animatie en design. Zo werkte hij mee aan een opera. Hij was ook actief als beeldhouwer.
Het werk van Druillet werd bekroond met de Grote Prijs van het Internationaal Stripfestival van Angoulême in 1988.
- Biblioteca Nacional de España: XX910991
- Bibliothèque nationale de France: cb11900673q (data)
- Catàleg d'autoritats de noms i títols de Catalunya: 981058526161606706
- CiNii: DA1302603X
- Gemeinsame Normdatei: 119086115
- International Standard Name Identifier: 0000 0001 2125 5326
- Library of Congress Control Number: n79059146
- MusicBrainz: 4df48d69-f138-4826-b665-ba2d3a26eb6c
- Bibliotheek van het Japanse parlement: 001167582
- Nationale Bibliotheek van Tsjechië: pna2012722614
- Nationale Bibliotheek van Israël: 987007279879305171
- Nederlandse Thesaurus van Auteursnamen: 070821496
- RKD-Nederlands Instituut voor Kunstgeschiedenis: 24336
- Istituto Centrale per il Catalogo Unico: RAVV077919
- Système universitaire de documentation: 026838060
- Virtual International Authority File: 27873606